# Bayındır

Das Zeichen (Tamga) der Bayındır nach Mahmud al-Kāschgharī

Die Bayındır waren ein bedeutender oghusischer Stamm.
Der Lexikograph Mahmud al-Kāschgharī erwähnte sie unter dem Namen Bayundur als einen der 24 oghusischen Stämme. Als Totemtier hatten sie den Bussard. Ihr Stammesname bedeutet im Alttürkischen „der Ort, der häufig gesegnet ist“.
Die Bayındır sind mit den Seldschuken im 11. Jahrhundert aus Zentralasien nach Anatolien und in den Nahen Osten gekommen. Einige Gruppen der Bayındır siedelten zudem im Nordirak und in Südaserbaidschan. Aus den Bayındır ging die Dynastie der Aq Qoyunlu hervor. Sie beherrschten von 1389 bis 1507 Ostanatolien, Aserbaidschan und weite Teile des Irak und Irans.

## Quelle
- Faruk Sümer: Artikel Bayındır in Türkiye Diyanet Vakfı İslâm Ansiklopedisi (türkisch)